# Thomas Endres
Thomas Endres (* 12. September 1969 in Würzburg) ist ein ehemaliger deutscher Fechter, der deutscher Meister wurde und 1988 eine olympische Silbermedaille mit der Florettmannschaft gewann.

## Leben
Thomas Endres machte sein Abitur 1989 am Matthias-Grünewald-Gymnasium in Tauberbischofsheim.

## Erfolge
Thomas Endres vom FC Tauberbischofsheim gewann 1988 vier deutsche Meistertitel. Sowohl in der Altersklasse der Junioren als auch in der Aktivenklasse siegte er mit dem Florett in der Einzelwertung und mit der Tauberbischofsheimer Mannschaft. Dazu kamen der Europapokal mit dem Verein und der zweite Platz bei der Juniorenweltmeisterschaft in den USA. Mit seinen Erfolgen qualifizierte er sich auch für die Olympiamannschaft. Beim olympischen Fechtturnier in Seoul kämpfte er sich zusammen mit Matthias Behr, Mathias Gey, Ulrich Schreck und Thorsten Weidner ins olympische Finale vor, wo die deutsche Equipe der sowjetischen Mannschaft unterlag. Im Jahr darauf erreichten bei den Fechtweltmeisterschaften 1989 in Denver Thorsten Weidner, Mathias Gey, Thomas Endres und Alexander Koch erneut das Finale. Wie im Vorjahr unterlag die Mannschaft der sowjetischen Equipe und erhielt die Silbermedaille. Für diesen Erfolg wurde er – wie seine Kollegen der deutschen Florettolympiamannschaft – mit dem Silbernen Lorbeerblatt geehrt.